# Ernst Laske
Ernst Laske (* 9. August 1915 in Berlin; † 11. Mai 2004 im Kibbuz Bror Chail, Israel) war ein deutsch-israelischer Buchantiquar und Bibliophiler.

## Leben
Ernst Laske war der einzige Sohn des Konfektionskaufmanns, Kunstmäzens und Bibliophilen Gotthard Laske (1882–1936) und dessen Frau Nelly. Laske wuchs in Berlin auf. Als Reaktion auf das Erstarken der Nationalsozialisten schloss er sich der zionistischen Bewegung an, zögerte jedoch lange, Deutschland zu verlassen. Sein Vater hatte sich 1936 das Leben genommen, seine Schwester hatte ein Affidavit für Südafrika erhalten und war dorthin emigriert. Laske sorgte sich, seine Mutter allein in Berlin zurückzulassen. Nelly Laske wurde 1943 in Auschwitz ermordet.
1938 nahm Ernst Laske im hessischen Grüsen an einer Hachschara teil, einem Vorbereitungskurs für die Alija ins damalige Palästina. Am 9. November 1938 wurde die Unterkunft der jungen Zionisten von Nationalsozialisten überfallen und Laske so schwer zusammengeschlagen, dass er auf einem Auge fast erblindete. Der Schwerverletzte schleppte sich 30 Kilometer weit in ein Krankenhaus. Dort griffen Nazis ihn erneut auf und deportierten ihn ins Konzentrationslager Buchenwald. Weil seine zionistischen Freunde ihm ein Visum für Dänemark besorgten, gelang es Laske, aus dem Konzentrationslager entlassen zu werden und nach Dänemark zu fliehen. 1943 gehörte er dann zu den Juden, die sich vor der Deportation der Juden aus Dänemark in Fischerbooten nach Schweden retten konnten.
Im Februar 1947 brach Laske zusammen mit seiner Frau und seiner Tochter Nurit auf einem der illegalen Einwandererschiffe Richtung Palästina auf. Doch die „Chaim Arlosorof“ wurde vor Haifa von der britischen Marine aufgebracht und die Familie Laske in Britisch-Zypern interniert. Zu Jahresbeginn 1948 gelang schließlich die Einwanderung. Die Familie Laske wurde zu Mitbegründern des Kibbuz „Neʾot Mordechai“ in der Chulaebene.
Mitte der 1970er Jahre verließ Ernst Laske den Kibbuz und begann in Tel Aviv ein neues Leben. Rund zwei Jahrzehnte führte er im Buchladen „Landsberger“ in der Tel Aviver Ben-Jehuda-Straße das Antiquariat. Schnell wurde er zu einer Institution für alle, die sich für deutsche Bücher und deutsche Geschichte interessierten. Gern lud er seine Kunden – darunter Verleger und Antiquare aus Deutschland – in seine Wohnung in der Jabotinsky-Straße in Tel Aviv ein. In seiner dortigen Bibliothek standen auch einige bibliophile Schätze seines Vaters, die er, verwahrt in einer Kiste, in die Emigration hatte retten können.
Alle zwei Jahre reiste Laske nach Europa, um Freunde zu treffen. Während eines Berlin-Besuchs im September 1993 wurde er Mitglied der Pirckheimer-Gesellschaft.
Im Alter von 80 Jahren zog sich Ernst Laske aus dem Buchgeschäft zurück. Seine letzten Lebensjahre verbrachte er in einem Altersheim im Kibbuz Bror Chail im Süden Israels, in der Nähe der Familie seines Enkels. Dort liegt er auch begraben.